# Charles von Oelreich
Charles Emil von Oelreich, född 22 oktober 1839 i Näshulta socken,  Södermanlands län, död 9 januari 1911 i Karlshamn, var en svensk militär, ämbetsman och politiker. Han var far till Axel von Oelreich.
von Oelreich blev underlöjtnant vid Södermanlands regemente 1858, löjtnant där 1864, kapten 1878, major 1886, överstelöjtnant vid Kalmar regemente 1889 samt överste och chef för Dalregementet 1894. Han beviljades avsked ur krigstjänsten 1898. von Oelreich var tillförordnad landshövding i Kopparbergs län 1894–1897 och ordinarie landshövding i Kronobergs län 1898–1909. Han var i riksdagen ledamot av första kammaren 1902–1910, invald i Kronobergs läns valkrets. von Oelreich blev ordförande i Kopparbergs läns hushållningssällskap 1896 och i Kronobergs läns hushållningssällskap 1898. Han invaldes som ledamot av Lantbruksakademien 1903. von Oelreich blev riddare av Svärdsorden 1882 och av Vasaorden 1891 samt kommendör av andra klassen av Svärdsorden 1897, kommendör av första klassen av Nordstjärneorden 1899 och kommendör med stora korset av sistnämnda orden 1907.
von Oelreich köpte Magda gård i Näshulta församling 1860 av sina föräldrar och ägde gården fram till 1874. Han vilar i en familjegrav på Norra begravningsplatsen utanför Stockholm.